# Вревица
Вревица — река в России, протекает по Торопецкому району Тверской области.
Река вытекает из озера Врево, течёт сначала на юг, затем на юго-запад. Устье реки находится между деревнями Красноселье и Валаево Плоскошского сельского поселения в 56 км по правому берегу реки Серёжа. Длина реки составляет 14 км. Площадь водосборного бассейна — 82,2 км². На реке стоит деревня Носково.
Высота истока — 186,8 м над уровнем моря. Высота устья — 98,6 м над уровнем моря. Уклон реки — 6,3 м/км.

## Данные водного реестра
По данным государственного водного реестра России относится к Балтийскому бассейновому округу, водохозяйственный участок реки — Ловать и Пола, речной подбассейн реки — Волхов. Относится к речному бассейну реки Нева (включая бассейны рек Онежского и Ладожского озера).
Код объекта в государственном водном реестре — 01040200312102000023445.